# Elaeocarpus cristatus
Elaeocarpus cristatus là một loài thực vật có hoa trong họ Côm. Loài này được Coode mô tả khoa học đầu tiên năm 1998.